# Хамес Родригез
Хамес Давид Родригез Рубио (шп. James David Rodríguez Rubio; 12. јул 1991) познатији као Џејмс Родригез, професионални је колумбијски фудбалер који тренутно игра за Клуб Леон и репрезентацију Колумбије на позицији офанзивног везног.
2013. године је за 45.000.000 евра прешао у Монако из Порта. Дана 22. јула 2014. прешао је у Реал Мадрид за 80.000.000 евра и тиме је постао најскупљи плаћени фудбалер Колумбије у историји испред Радамела Фалкаа. У септембру 2020. прешао је у Евертон за 25.000.000 евра.

## Трофеји
Енвигадо
- Друга лига Колумбије (1) : 2007.

Банфилд
- Првенство Аргентине (1) : 2009. (Апертура)

Порто
- Првенство Португала (3) : 2010/11, 2011/12, 2012/13.
- Куп Португала (1) : 2010/11.
- Суперкуп Португала (3) : 2010, 2011, 2012.
- Лига Европе (1) : 2010/11.

Реал Мадрид
- Првенство Шпаније (2) : 2016/17, 2019/20.
- Суперкуп Шпаније (1) : 2019/20.
- Лига шампиона (2) : 2015/16, 2016/17.
- Суперкуп Европе (2) : 2014, 2016.
- Светско клупско првенство (2) : 2014, 2016.

Бајерн Минхен
- Првенство Немачке (2) : 2017/18, 2018/19.
- Куп Немачке (1) : 2018/19.

Колумбија
- Копа Америка:  2024.